# Усть-Таскан
Усть-Таскан (рос. Усть-Таскан) — колишнє селище в Ягоднинському районі Магаданської області. Населення відсутнє.

## Географія
Географічні координати: 62°42' пн. ш. 150°50' сх. д. Часовий пояс — UTC+10.
Відстань до районного центру, селища Ягодне, становить 120 км, а до обласного центру — 500 км. Через селище протікає річка Таскан.

## Історія
Назва селища походить від найменування річки, можливо, з якут. Тааскаан — «кам'яниста» або з евен. Таскаан — «біла глина».
У 1939 році введена в експлуатацію вузькоколійна залізниця, що поєднувала електростанцію в селі Таскан з родовищем вугілля в Ельгені, яке було відкрито ще 1932 року геологом Л. Снятковим.
Станом на 1947 рік протяжність Тасканської залізниці складала близько 70 км. Вона складалася з п'яти роз'їздів та семи мостів. Між першим та другим роз'їздами знаходилася станція Зелений Мис. 
У другій половині 1950-х років Тасканська ТЕС була зупинена через нерентабельність і значну віддаленість нового Аркагалинського родовища кам'яного вугілля.
Ліквідовано селище було в 1992 році. Мешканців переселили в Ягодне і Ельген.